# 브로큰 임브레이스
《브로큰 임브레이스》(스페인어: Los abrazos rotos, 영어: Broken Embraces)는 2009년 개봉한 스페인의 로맨틱, 스릴러 영화이다. 페드로 알모도바르 감독의 작품이며 감독의 페르소나 페넬로페 크루스와 블랑카 포르티요, 루이스 호마르, 호세 루이스 고메스, 타마르 노바스, 루벤 오찬디아노가 출연한다. 2009 칸 영화제 황금종려상 경쟁 후보작이다.

## 줄거리
2008년의 마드리드. 맹인 극작가 해리 케인에게 '레이 엑스'로 자칭하는 남자가 찾아온다. 자기 아버지에 대한 영화의 시나리오를 써달라고 제안하는 남자를 해리 케인은 거절하고, 그 남자의 정체가 과거 알고 있었던 남자 에르네스토 마르텔 주니어임을 알아낸다. 그를 도와주는 청년 디에고에게 해리 케인은 과거 이야기를 해준다.
1992년 사업가 에르네스토 마르텔의 비서 레나는 위독한 아버지의 병원비를 대기 위해 에르네스토의 정부가 된다. 2년 뒤인 1994년 배우로 활동하던 레나는 영화 감독 마테오가 연출하는 영화 《소녀와 가방》(Chicas y maletas)의 주인공으로 캐스팅된다. 마테오와 레나는 금세 사랑하는 사이로 발전하는데, 이는 에르네스토의 의심과 질투를 산다. 에르네스토는 그 자신은 영화의 프로듀서가 되고, 자기 아들 에르네스토 주니어를 조수 명목으로 레나에게 따라 붙여 촬영 과정을 계속 녹화하게 한다. 독순술 전문가까지 초빙해서 레나와 마테오가 연인 관계임을 알아낸 에르네스토는 자기를 떠나려는 레나와 영화 촬영을 막으려고 레나를 계단에서 떠밀어 다치게 한다. 레나와 마테오는 에르네스토에게서 벗어나려고 영화 촬영을 끝내고 카나리아 제도의 한 섬에서 도피 생활을 하는데, 이후 개봉한 영화는 혹평을 받고 망해버린다. 이윽고 의문의 교통사고로 레나는 죽고 마테오는 실명하게 되었다. 이후 마테오는 에이전트인 주디트의 도움을 받아 극작가 '해리 케인'이 되었다.
현재, 해리는 디에고와 영화를 보다 우연히 《소녀와 가방》의 편집본을 듣고 영화의 편집이 자기 의도와는 다르게 망쳐졌음을 알게 된다. 이후 해리의 생일 날 밤 술자리에서, 주디트는 해리가 레나와 잠적한 것에 불만을 갖고 에르네스토가 영화를 망치고 해리와 레나의 소재지를 알게 하는 데 도움을 주었음을 고백한다. 해리는 에르네스토 주니어가 레나와 자신의 관계를 망친 게 아닌, 사고를 당했을 때 가장 먼저 도와주었던 사람임을 알게 된다. 이런 일들을 겪고 생각이 바뀐 해리는 본명인 마테오로 다시 돌아와서, 디에고, 주디트와 함께 《소녀와 가방》을 재편집 작업에 착수한다.

## 출연
- 페넬로페 크루스 - 레나
- 블랑카 포르티요 - 주디트 가르시아
- 루이스 호마르 - 마테오 블랑코 / 해리 케인
- 롤라 두에냐스 - 독순가
- 앙헬라 몰리나 - 레나의 어머니
- 로시 데 팔마 - 줄리에타
- 호세 루이스 고메스 - 에르네스토 마르텔
- 타마르 노바스 - 디에고 가르시아
- 루벤 오찬디아노 - 레이 엑스 / 에르네스토 마르텔 주니어
- 추스 람프레아베 - 포르에타

## 기타
- 미술: 안손 고메즈
- 의상: 소니아 그랜드
- 배역: 루이스 산 나르시소